# Ester Trozzo
Ester Trozzo es una profesora de Teatro y de Castellano, Literatura y Latín, poeta, narradora, investigadora, dramaturga y actriz. Doctora en Educación por la Facultad de Filosofía y Letras de la Universidad de Cuyo especializada en pedagogía teatral.
La profesora Ester Trozzo ha ocupado diversos puestos de docencia y liderazgo en la educación superior y en el ámbito universitario. Actualmente es la directora pedagógica de la Diplomatura en Dramaterapia, dictada en convenio por la Facultad de Artes y Diseño, la Facultad de Ciencias Médicas y la Facultad de Educación de la UNCUYO. Miembro fundadora y cocoordinadora nacional de la RED internacional de Profesores de Teatro Dramatiza.
Ha publicado varios libros entre los cuales se destacan: “La vida en juego miradas acerca del Teatro como aprendizaje escolar"  y "Didáctica y teatro 1: una didáctica para la enseñanza del teatro en los diez años de escolaridad obligatoria".

## Formación académica
Ester Trozzo estudió el profesorado de Castellano, Literatura y Latín, la carrera universitaria de actriz, el profesorado de Teatro y obtuvo un doctorado en Educación en la Facultad de Filosofía y Letras de laUniversidad Nacional de Cuyo. Además, tiene un posdoctorado en pedagogía teatral de la Facultad de Literatura y Arte de UNAM. También se especializó en Docencia Universitaria y en Educación a Distancia.

## Trayectoria
Como docente universitaria participó de la creación del Profesorado de Teatro en la Facultad de Artes y Diseño de la UNCUYO en 1990 y tuvo como cargo titular las cátedras “Enseñanza-aprendizaje del Teatro (Didáctica)” y “Práctica de la enseñanza del Teatro” desde ese entonces hasta el año 2019.
Es miembro fundadora en el año 2001 y actual co-coordinadora nacional Dramatiza, la red internacional de Profesores de Teatro.
En la actualidad, es directora pedagógica de la Diplomatura en Dramaterapia, dictada en convenio por la Facultad de Artes y Diseño, la Facultad de Ciencias Médicas y la Facultad de Educación de la  Universidad Nacional de Cuyo. Además, es profesora del Módulo “Teatro en contextos diversos” de la Diplomatura. Imparte talleres y conferencias en Argentina y en países como  España, Portugal, Colombia, Costa Rica, México, Venezuela, Bolivia.

## Publicaciones
- 1998- El teatro en la escuela. Estrategias de enseñanza (coautoría)
- 1998- Teatro, adolescencia y escuela. Fundamentos y Práctica Docente (coautoría)
- 2004 - Didáctica y teatro 1: una didáctica para la enseñanza del teatro en los diez años de escolaridad obligatoria
- 2004 - Teatro, adolescencia y escuela (coautoría)
- 2005 - Capítulo: "Juego dramático y escuela" en el libro: Juego y creatividad en la Escuela.
- 2011 - El teatro en la Escuela. Miradas sobre el potencial transformador.
- 2013 - Teatro en el Nivel Inicial. Sentido formativo de esta presencia
- 2014 - Didáctica del Teatro para la Educación Superior (compiladora)
- 2016- La vida en juego: miradas acerca del teatro como aprendizaje escolar